# Stare, Strömstads kommun
Stare är en småort (2015 tätort) i Skee socken i Strömstads kommun i Västra Götalands län. Orten ligger vid viken Starekilen en kilometer söder om Strömstad. Orten har 174 invånare (2023).

## Befolkningsutveckling
| Befolkningsutvecklingen i Stare 2005–2020                       | Befolkningsutvecklingen i Stare 2005–2020 | Befolkningsutvecklingen i Stare 2005–2020 | Befolkningsutvecklingen i Stare 2005–2020 | Befolkningsutvecklingen i Stare 2005–2020 |
| --------------------------------------------------------------- | ----------------------------------------- | ----------------------------------------- | ----------------------------------------- | ----------------------------------------- |
|                                                                 |                                           |                                           |                                           |                                           |
| År                                                              |                                           |                                           | Folkmängd                                 | Areal (ha)                                |
| 2005                                                            | 2005                                      |                                           | 96                                        | 13#                                       |
| 2010                                                            | 2010                                      |                                           | 131                                       | 15#                                       |
| 2015                                                            | 2015                                      |                                           | 205                                       | 37                                        |
| 2020                                                            | 2020                                      |                                           | 186                                       | 40#                                       |
| Anm.: Ny småort 2005, tätort 2015, ej tätort 2020 # Som småort. |                                           |                                           |                                           |                                           |